# Раїм Тинчеров
Раї́м Тинче́ров (крим. Raim Tınçerov; *1908, с. Астирхан, Таврійська губернія, Російська імперія, тепер АРК, Україна — 1973, Ташкент, Узбецька РСР, СРСР) — кримськотатарський поет, прозаїк, фольклорист і перекладач.

## З життя і творчості
Народився в селі Астирхан Таврійської губернії в 1908 році. 
Рано залишившись без батька, був змушений допомагати матері утримувати сім'ю, займався самоосвітою. 
У 1926 році опублікував в газеті «Яш къувет» («Молода сила») перший вірш «Мухалифеткярларгъа» («Спадкоємцям»), написаний в жанрі наслідування М. Горькому і В. Маяковському. 
Незабаром вийшов у світ перший збіркник «Яш эзгилер» («Юні наспіви»), а в 1930 році — збірник «Юкселиш» («Підйом»).
Починаючи від 1930 року працював в національній періодиці, зокрема займав посаду перекладача і літературного редактора. У період колективізації створив низку оповідань і повістей, що відображають погляди та настрої радянського режиму першої чверті ХХ століття: «Темирджан къарт» («Старий із залізним серцем», 1931), «Шевкетовлар» («Шевкетови», 1932), «Эки дава» («Дві суперечки», 1934). 
Згодом, у період депортації писав твори, в яких детально описував події воєнних років і депортації кримськотатарського народу.
У 1957 році почав роботу в першій кримськотатарській газеті післявоєнного періоду «Ленин байрагъы» («Ленінський прапор»), де пропрацював до останніх днів життя.
1959 року Р. Тинчеров разом з К. Джаманакли і Ю. Болатом упорядкували й видали в Ташкенті книгу кримськотатарських народних казок, що стала першою у повоєнний час і лишається одним з найавторитетніших видань фольклору кримців.
Помер Раїм Тинчеров після важкої хвороби в Ташкенті в 1973 році.